# 9 PM (Till I Come)
9 PM (Till I Come) – utwór z roku 1998 stworzony przez niemieckiego DJ-a i producenta muzyki trance ATB. Utwór promował album Movin' Melodies. 9 PM (Till i Come) przez dwa tygodnie zajmował pierwsze miejsce na brytyjskich i irlandzkich listach przebojów. Singiel w samej Wielkiej Brytanii sprzedał się w nakładzie 850 000 egzemplarzy. Był to pierwszy singiel tego artysty wydany pod pseudonimem ATB. W roku 1999 firma Electronic Arts postanowiła wykorzystać utwór w grze FIFA Premier League All Stars 1999 jako piosenkę tytułową.
Piosenkę charakteryzuje wyjątkowy elektroniczny riff gitarowy z syntezatora, który sprawia, że melodia będąca wizytówką utworu jest rozpoznawalna na całym świecie. Wokalu w utworze użyczyła Yolanda Rivera. Tytuł utworu pochodzi od godziny zakończenia jego nagrywania.